# Polyalthia habrotricha
Polyalthia habrotricha este o specie de plante din genul Polyalthia, familia Annonaceae, descrisă de Albert Charles Smith. Conform Catalogue of Life specia Polyalthia habrotricha nu are subspecii cunoscute.